# 중력측정
중력측정(重力測定)은 중력을 측정하는 일을 말한다.
중력을 측정하는 데는 중력계 또는 중력진자(振子) 장치를 사용한다. 중력계는 용수철 저울과 원리가 같은 기계로서, 중력의 크고 작음에 따라 용수철이 신축하는 것을 측정한다. 이 신축을 용수철의 길이가 10cm라고 하면 그것을 0.001마이크론까지 측정하는 것과 같은 정밀도로 측정한다. 보통의 방법으로는 이와 같은 정밀한 측정은 불가능하므로 특수한 스프링을 사용하며, 오늘날 가장 대표적인 중력계로는 라 코스트－롬베르크(La Coste－Romberg) 중력계가 있다. 전 지구상의 중력을 0.001mgal(milli gal＝1/1,000gal)까지 측정할 수 있다. 중력진자(重力振子)장치는, 진자의 주기는 진자의 길이가 일정하면 중력의 대소에 의해서만 변화한다는 원리를 이용하여 중력을 측정하는 장치이다.
이상은 육상에서 중력을 측정하는 기계이지만, 지구를 연구하려면 지구의 2/3의 면적을 차지하는 해역에서의 중력측정도 필요하기 때문에 해상 중력측정기의 방법이 연구되어 왔다. 1929년 네덜란드의 베닝 마이네츠(F. A. Vening Meinesz, 1887∼1966)는 잠수함 속에 중력진자 장치를 갖고 들어가서 중력을 측정하는 데 성공하였다. 제2차 세계 대전 후에는 스프링저울식 중력계를 해면을 항행하는 선박에 싣고 측정하는 방법이 개발되었다.

## 같이 보기
- 지구중력장 탐사위성
- GRACE (우주선)